# Michael Buchinger

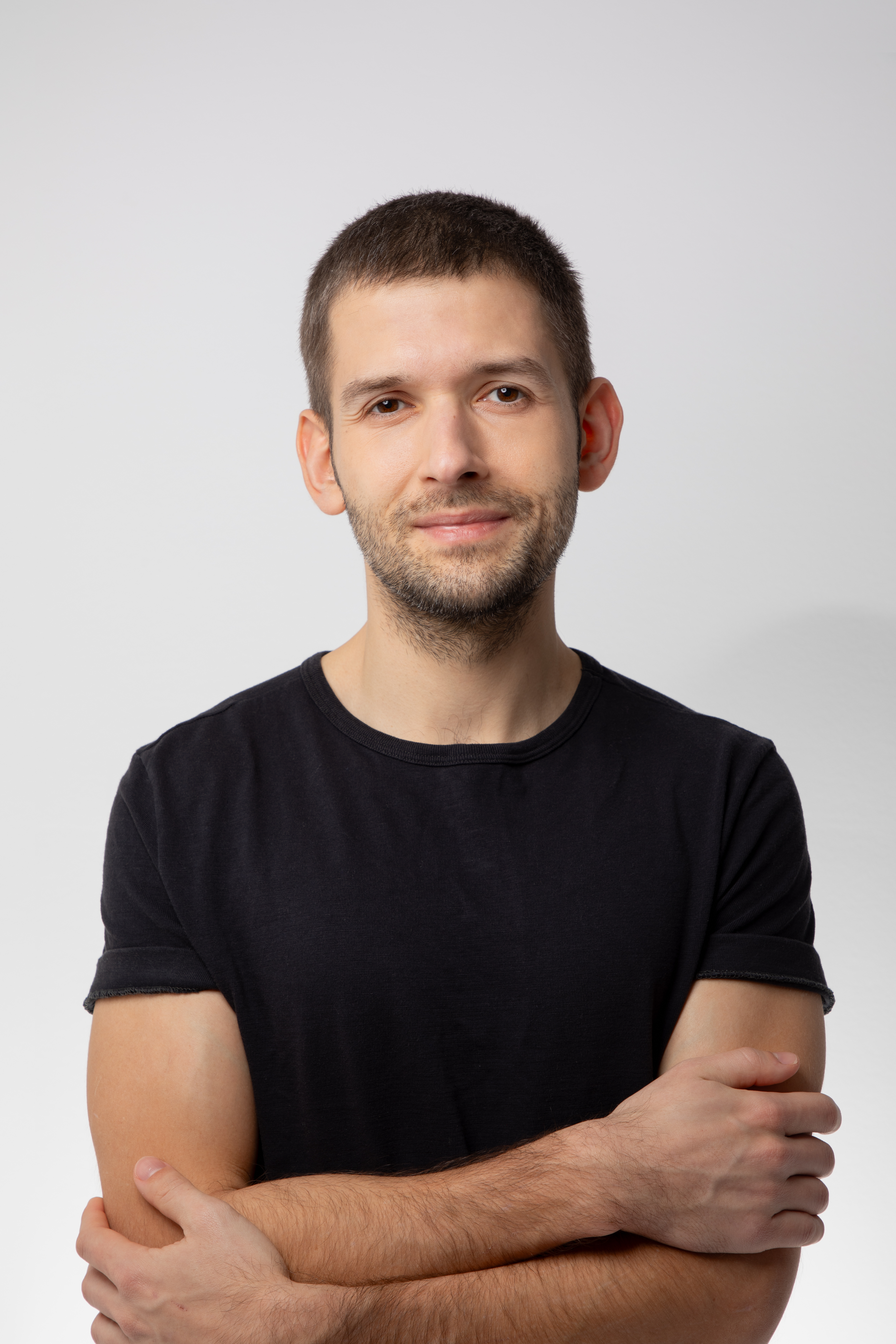
Michael Buchinger (2024)

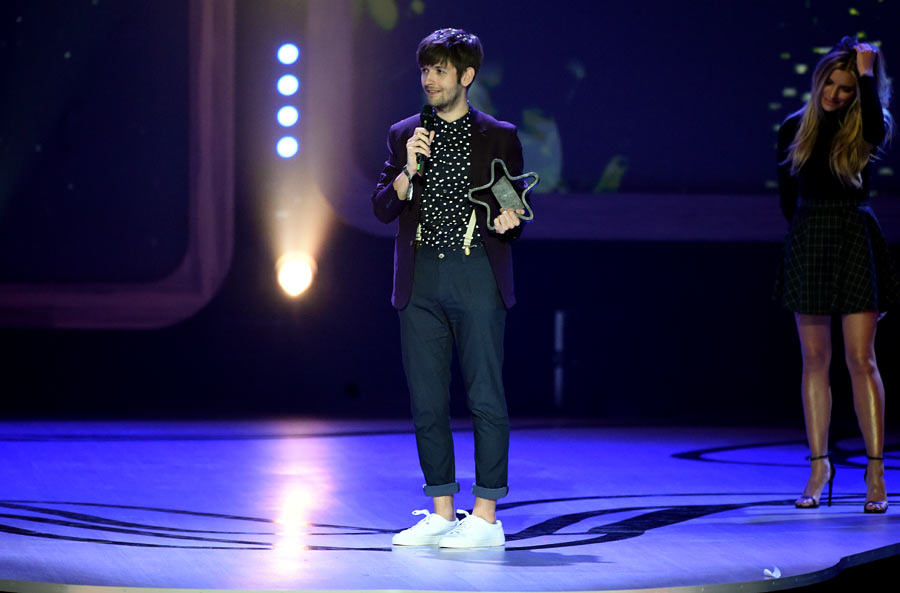
Michael Buchinger bei der Verleihung des Webvideopreises Deutschland (2015)

Michael Buchinger (* 21. Oktober 1992 in Wien) ist ein österreichischer Autor und Kabarettist.

## Werdegang
Buchinger wuchs in Müllendorf im Burgenland als Sohn des Unternehmers Günter Johann Buchinger auf. Im Alter von 15 Jahren machte er sich erstmals im Internet breitenwirksam bemerkbar: Durch eine Parodie seiner Lehrer an der von ihm besuchten katholischen Privatschule generierte er reichlich Aufmerksamkeit und Ärger an der Schule. Nachdem er seine Schulzeit am Gymnasium der Diözese Eisenstadt Wolfgarten 2011 mit der Matura abgeschlossen hatte, zog er nach Wien, wo er zunächst Theater-, Film- und Medienwissenschaft, dann English and American Studies studierte. Zwischenzeitlich lebte er in einer WG in Berlin mit anderen YouTubern zusammen. Sein Studium an der Universität Wien hat er mit einem Bachelor in English and American Studies beendet. Buchinger lebt in einer festen Beziehung mit Grafikdesigner Dominik Pichler, der auch regelmäßig in seinen Videos zu sehen ist.

## Künstlerische Laufbahn

### YouTube
Hauptverantwortlich für Buchingers Bekanntheit ist sein YouTube-Kanal Michael Buchinger, auf dem er seit 2009 Videos veröffentlicht. Seinen Durchbruch hatte er im Jahr 2010 mit dem Video Was wäre, wenn Facebook das reale Leben wäre, das bis heute über 1,2 Millionen Aufrufe verzeichnet (Stand: Jänner 2022). Inzwischen gehört der Kanal mit über 150.000 Abonnenten (Stand: September 2022) und über 40 Millionen Aufrufen zu den erfolgreichsten Österreichs. Thematisch ist der Kanal der Comedy zuzuordnen. Wiederkehrende Formate sind die monatlich erscheinenden Hass-Listen mit der Erweiterung Extrahass, Buchingers Backvideos, sein Ratgeberformat Lieber Michael sowie sein Bastelformat Das pinteressiert mich nicht. Gesellschaftskritische Videos wie Wenn Schwule das sagen würden, was Heteros sagen wurden von dem Magazin Stern und der Tageszeitung Bild aufgenommen. Buchingers Kanal war Teil des Netzwerks Studio 71 der ProSiebenSat1.-Gruppe.

### Kolumnen
Inzwischen ist Michael Buchinger auch im Bereich des Schreibens tätig. Neben seinem eigenen Blog und Beiträgen in der Zeitung Die Welt, für den Online-Versandhändler Zalando oder dem Online-Magazin Vice unterhält Buchinger auch einige regelmäßige Kolumnen für die Magazine Fauxfox, Vangardist und Miss.

### Film, Fernsehen und andere Medien
Buchinger ist regelmäßig im Fernsehen zu sehen. So ist er einer der Promis, die in der Sixx-Sendung „Frauendingsbums – Attraktives Halbwissen“ regelmäßig zu Wort kommen. Auch im österreichischen Frühstücksfernsehen „Café Puls“ des Fernsehsenders Puls 4 war er bereits mehrmals als Reporter zu sehen. Außerdem ist Buchinger als Synchronsprecher des Toilettenpapiers im Animationsfilm „Sausage Party – Es geht um die Wurst“ auch im Filmbereich tätig. Darüber hinaus war Buchinger im November 2016 auch als Gesicht für eine Werbeaktion in zahlreichen Verkleidungen (so zum Beispiel als Falco) auf mehreren Werbebildschirmen an besonders belebten Punkten Wiens (Mariahilfer Straße, Karlsplatz, Praterstern, Schwedenplatz und Volkstheater) zu sehen. 2023 trat Buchinger gemeinsam mit dem Profitänzer Herbert Stanonik in der 15. Staffel von Dancing Stars auf.

### Bücher
Buchinger veröffentlichte sein erstes Buch, „Der Letzte macht den Mund zu“, 2017 bei Ullstein, das auf Platz 11 der Spiegel-Bestsellerliste einstieg. Sein zweites Buch, „Lange Beine, kurze Lügen“, erschien im November 2018. Mitte 2021 erschien sein drittes Buch, „Hasst du noch alle?!“, im Heyne Verlag. Das Buch „Alle Jahre NIE wieder: Alles, was an Weihnachten tierisch nervt“ erschien am 14. September 2022 im Heyne Verlag. Sein erstes Kochbuch „Buchingers Kochbuch“ erschien 2024.

### Kabarett
Seit Frühjahr 2018 ist Buchinger als Kabarettist tätig; sein erstes Bühnenprogramm trägt den Namen „Lange Beine, kurze Lügen“ und widmet sich den Themen Beziehung, Familie, Lügen und Hass. Im Oktober 2021 startete sein zweites Programm mit dem Namen „Ein bisschen Hass muss sein“. Im April 2024 gab er bekannt, sich vermehrt der Schauspielerei widmen zu wollen.

### Podcasts
Seit September 2018 veröffentlicht Buchinger jede Woche eine neue Folge seines Podcasts mit dem Titel „Buchingers Tagebuch“. In diesem „plaudert [er] aus dem Nähkästchen und offenbart laut Eigenaussage seine intimsten Gedanken und Geheimnisse“. Von März 2019 bis September 2022 moderierte Buchinger außerdem gemeinsam mit Autor Thomas Brezina den Interview-Podcast „Drei wollen Durchblick“. Von November 2022 bis Dezember 2023 moderiert er mit Thomas Brezina und Christl Clear den Podcast „Treffen sich Drei“.
| Episode | Titel                                              | Veröffentlichung   | Dauer      |
| ------- | -------------------------------------------------- | ------------------ | ---------- |
| 01      | It’s Michi, Bitch!                                 | 19. September 2018 | 21 Minuten |
| 02      | Hilfe, ich verbringe zwei Monate im Jahr am Handy! | 26. September 2018 | 23 Minuten |
| 03      | Wie viel verdienen Influencer eigentlich?          | 2. Oktober 2018    | 20 Minuten |
| 04      | A Star is Born & Self Care                         | 9. Oktober 2018    | 24 Minuten |
| 05      | Backe, backe, Panikattacke!                        | 16. Oktober 2018   | 21 Minuten |
| 06      | Ich bin die weiße Oprah                            | 21. Oktober 2018   | 22 Minuten |
| 07      | Freunde sind wie Sterne?                           | 30. Oktober 2018   | 21 Minuten |
| 08      | Ein Blick hinter die Kulissen                      | 6. November 2018   | 24 Minuten |
| 09      | Für alle, die gerne alleine sind                   | 13. November 2018  | 22 Minuten |
| 10      | Meine besten Ratschläge für EUCH!                  | 20. November 2018  | 25 Minuten |
| 11      | Ich will zwar nicht, aber ich mache es trotzdem!   | 28. November 2018  | 20 Minuten |
| 12      | Instagram ist der Teufel                           | 4. Dezember 2018   | 21 Minuten |
| 13      | Wir sollten alle mehr träumen, finde ICH!          | 11. Dezember 2018  | 23 Minuten |
| 14      | Wo bleibt mein Doktortitel?                        | 18. Dezember 2018  | 22 Minuten |
| 15      | Mein Tipp: Urin-Teststreifen!                      | 25. Dezember 2018  | 21 Minuten |

| Episode | Titel                                                                           | Veröffentlichung   | Dauer      |
| ------- | ------------------------------------------------------------------------------- | ------------------ | ---------- |
| 16      | New Year, Same Old Michi                                                        | 1. Januar 2019     | 22 Minuten |
| 17      | Durchbrich dein blödes Muster (und: Marie Kondo)!                               | 9. Januar 2019     | 18 Minuten |
| 18      | Sag doch mal NEIN DANKE zum Leben!                                              | 15. Januar 2019    | 23 Minuten |
| 19      | Meine besten Smalltalk-Tipps für EUCH!                                          | 23. Januar 2019    | 23 Minuten |
| 20      | Alleinsein ist ein Genuss, wie ich finde!                                       | 30. Januar 2019    | 24 Minuten |
| 21      | Serien-Schauen ist so stressig!                                                 | 6. Februar 2019    | 24 Minuten |
| 22      | Influencer-Geheimnisse enthüllt!                                                | 13. Februar 2019   | 20 Minuten |
| 23      | Warum sind wir bloß so asozial?                                                 | 20. Februar 2019   | 19 Minuten |
| 24      | Die Folge, in der Michi sich nur aufregt                                        | 27. Februar 2019   | 30 Minuten |
| 25      | Lasst uns wieder netter zueinander sein, okay?                                  | 5. März 2019       | 28 Minuten |
| 26      | Leaving Neverland & Germany’s Next Topmodel                                     | 12. März 2019      | 24 Minuten |
| 27      | Was fange ich bloß an mit meinen Leben?                                         | 19. März 2019      | 24 Minuten |
| 28      | Hilfe, ich bin ein hobbyloser Millennial!                                       | 27. März 2019      | 20 Minuten |
| 29      | Die Meinung der anderen ist mir EGAL!! (nicht wirklich)                         | 2. April 2019      | 20 Minuten |
| 30      | Ein Jahr ohne Alkohol – was habe ich gelernt?                                   | 9. April 2019      | 22 Minuten |
| 31      | Entwickle dich weiter wie ein Pokémon!                                          | 16. April 2019     | 22 Minuten |
| 32      | Tolle Top-Tipps für mehr Produktivität                                          | 23. April 2019     | 23 Minuten |
| 33      | Michi bewertet die neuesten Pop-Songs                                           | 30. April 2019     | 27 Minuten |
| 34      | Selbstironie: Gut oder schlecht?                                                | 7. Mai 2019        | 21 Minuten |
| 35      | Sind Influencer wirklich authentisch?                                           | 14. Mai 2019       | 23 Minuten |
| 36      | Ist es okay wenn ich nicht politisch interessiert bin?                          | 28. Mai 2019       | 21 Minuten |
| 37      | Wie das Leben besser wird wenn einem die Dinge egal sind!                       | 4. Juni 2019       | 19 Minuten |
| 38      | Michi's Abenteuer in New York!                                                  | 11. Juni 2019      | 31 Minuten |
| 39      | Vielleicht bin ich auch einfach mal zufrieden!                                  | 18. Juni 2019      | 25 Minuten |
| 40      | Fear and Loathing in München                                                    | 25. Juni 2019      | 24 Minuten |
| 41      | Welches Studium ist das richtige für mich?                                      | 2. Juli 2019       | 20 Minuten |
| 42      | Meine besten Finanz-Tipps für EUCH!                                             | 9. Juli 2019       | 23 Minuten |
| 43      | Mord im Nachtzug nach Berlin                                                    | 16. Juli 2019      | 28 Minuten |
| 44      | Mein erster Austro-Pop-Hit und „CATS“                                           | 23. Juli 2019      | 19 Minuten |
| 45      | Erst weine ich, dann erteile ich Ratschläge!                                    | 30. Juli 2019      | 23 Minuten |
| 46      | Wie man mit anstrengenden Menschen umgeht                                       | 6. August 2019     | 22 Minuten |
| 47      | Renovierungen sind fürchterlich, bitte tut es nicht!                            | 13. August 2019    | 20 Minuten |
| 48      | Fünf Wochen Urlaub – hier mein Fazit!                                           | 20. August 2019    | 29 Minuten |
| 49      | Ich bin jetzt ein spontaner Freigeist – deal with it!                           | 27. August 2019    | 22 Minuten |
| 50      | „Ihr könntet jeden Tag auf meinem Gesicht sitzen!“ und andere verpasste Chancen | 3. September 2019  | 21 Minuten |
| 51      | Meine absoluten No-Gos bei Dates                                                | 10. September 2019 | 23 Minuten |
| 52      | Don't hassel the Michi!                                                         | 17. September 2019 | 28 Minuten |
| 53      | Ich habe auf offener Straße geschrieen, NA UND?                                 | 24. September 2019 | 18 Minuten |
| 54      | Wie kann ich extrovertiert werden?                                              | 1. Oktober 2019    | 26 Minuten |
| 55      | Ruhe in meinen Gerichtssaal!                                                    | 8. Oktober 2019    | 28 Minuten |
| 56      | Fünfzig Wörter für Durchfall                                                    | 15. Oktober 2019   | 28 Minuten |
| 57      | Michi geht zurück an die Schule                                                 | 22. Oktober 2019   | 26 Minuten |
| 58      | Hello Friends, Mutter Courage hier!                                             | 29. Oktober 2019   | 37 Minuten |
| 59      | Man kann alles erreichen, wenn man sich selbst anlügt!                          | 5. November 2019   | 27 Minuten |
| 60      | Working 9 to 5? Wohl eher 11:30 bis 13:30!                                      | 12. November 2019  | 21 Minuten |
| 61      | Alleinsein ist einfach geil                                                     | 19. November 2019  | 24 Minuten |
| 62      | Egal was ihr tut, bitte entfolgt mir nicht!                                     | 26. November 2019  | 20 Minuten |
| 63      | Mehr Selbstbewusstsein durch Wodka? Ich hab's getestet!                         | 3. Dezember 2019   | 22 Minuten |
| 64      | Meine fünf Tipps gegen (Weihnachtsfest-)Stress!                                 | 10. Dezember 2019  | 25 Minuten |
| 65      | Endlich mal wieder richtig lesbisch abtanzen!                                   | 17. Dezember 2019  | 19 Minuten |
| 66      | Atemnot & Duffys Comeback                                                       | 24. Dezember 2019  | 25 Minuten |
| 67      | Seht es ein: Silvester ist immer beschissen!                                    | 31. Dezember 2019  | 26 Minuten |

| Episode | Titel                                                      | Veröffentlichung   | Dauer      |
| ------- | ---------------------------------------------------------- | ------------------ | ---------- |
| 68      | Meine Top-Tipps für ein besseres 2020!                     | 7. Januar 2020     | 22 Minuten |
| 69      | Das Universum schenkt uns alles, was wir wollen!           | 14. Januar 2020    | 17 Minuten |
| 70      | Ich bin ein verdammter Lügner, tut mir leid!               | 21. Januar 2020    | 29 Minuten |
| 71      | Schieb mir die Kamera in den Hintern, bitte!               | 28. Januar 2020    | 23 Minuten |
| 72      | Ich hatte schon wieder einen heißen Flirt!                 | 4. Februar 2020    | 18 Minuten |
| 73      | Another week, another drama!                               | 11. Februar 2020   | 23 Minuten |
| 74      | So, ich bin jetzt bereit für eine Pause!                   | 18. Februar 2020   | 28 Minuten |
| 75      | Meine schönsten Beziehungs-Tipps!                          | 25. Februar 2020   | 25 Minuten |
| 76      | Corona, Duffy und Windeln - oh my!                         | 3. März 2020       | 23 Minuten |
| 77      | Von Jeanette Biedermann erwischt!                          | 10. März 2020      | 26 Minuten |
| 78      | Meine Corona-Hass-Liste!                                   | 17. März 2020      | 25 Minuten |
| 79      | You Can‘t Stop The Beat!                                   | 24. März 2020      | 43 Minuten |
| 80      | Livin' la vida 'rona!                                      | 31. März 2020      | 6 Minuten  |
| 81      | The Marvellous Mrs. Buchinger                              | 3. April 2020      | 41 Minuten |
| 82      | Was ist mit Duffy passiert?                                | 7. April 2020      | 27 Minuten |
| 83      | Meine Tipps gegen den Leistungsdruck                       | 15. April 2020     | 29 Minuten |
| 84      | SOS, ich habe außergewöhnlich gute Laune!                  | 21. April 2020     | 24 Minuten |
| 85      | Die Geschichte zweier Dichter, Baby!                       | 28. April 2020     | 25 Minuten |
| 86      | Meine beiden Nahtodereignisse                              | 5. Mai 2020        | 30 Minuten |
| 87      | War etwa LSD in meinem Pfefferminztee?                     | 12. Mai 2020       | 30 Minuten |
| 88      | Über unangenehmen Smalltalk und brennende Geschlechtsteile | 19. Mai 2020       | 21 Minuten |
| 89      | Ich möchte nie wieder 17 sein!                             | 26. Mai 2020       | 21 Minuten |
| 90      | Männer sind MÜLL!                                          | 2. Juni 2020       | 26 Minuten |
| 91      | Das Staffelfinale meines Lebens!                           | 9. Juni 2020       | 21 Minuten |
| 92      | Big Dunstabzug                                             | 16. Juni 2020      | 27 Minuten |
| 93      | Michi geht pilgern                                         | 23. Juni 2020      | 31 Minuten |
| 94      | Ich bin (k)eine eiskalte Bitch!                            | 30. Juni 2020      | 28 Minuten |
| 95      | Wie verhalten sich normale Menschen?                       | 7. Juli 2020       | 27 Minuten |
| 96      | Das Universum schenkt dir Kirschkuchen ;)                  | 14. Juli 2020      | 21 Minuten |
| 97      | Warum wir uns mehr mit anderen vergleichen sollten!        | 21. Juli 2020      | 24 Minuten |
| 98      | Ich will keine Kinder, ich hab ja ein Samtsofa!            | 28. Juli 2020      | 24 Minuten |
| 99      | Wie werde ich meine Nervosität los?                        | 5. August 2020     | 28 Minuten |
| 100     | Wet Ass MICHI (a.k.a. die hundertste Folge!)               | 11. August 2020    | 21 Minuten |
| 101     | Warum ich YouTube am liebsten an den Nagel hängen würde    | 18. August 2020    | 22 Minuten |
| 102     | Vorbilder!                                                 | 25. August 2020    | 31 Minuten |
| 103     | Warum die Leute Influencer hassen!                         | 1. September 2020  | 25 Minuten |
| 104     | Koste ich mein Leben wirklich voll aus?                    | 8. September 2020  | 25 Minuten |
| 105     | Ich wurde angepöbelt und will darüber reden!               | 15. September 2020 | 35 Minuten |
| 106     | Eines meiner anstrengendsten Dates                         | 22. September 2020 | 24 Minuten |
| 107     | Meine Freundin, die ranzige Bordsteinschwalbe              | 29. September 2020 | 23 Minuten |
| 108     | Wie ein verkatertes Baby                                   | 6. Oktober 2020    | 27 Minuten |
| 109     | Monogamie & Emily in Paris                                 | 19. Mai 2020       | 25 Minuten |
| 110     | Die Liebe in Zeiten von Corona                             | 20. Oktober 2020   | 29 Minuten |
| 111     | Warum ich Geburtstage hasse                                | 27. Oktober 2020   | 28 Minuten |
| 112     | Schleich di, du Oaschloch!                                 | 5. November 2020   | 22 Minuten |
| 113     | Ich bin einfach nicht zufrieden :(                         | 10. November 2020  | 26 Minuten |
| 114     | Eine Woche ganz allein - Mein Fazit!                       | 17. November 2020  | 27 Minuten |
| 115     | Alle Männer, die mir durch die Lappen gegangen sind        | 24. November 2020  | 30 Minuten |
| 116     | Check Your Privilege, Michi!                               | 1. Dezember 2020   | 28 Minuten |
| 117     | Eine besonders kurze Folge.                                | 8. Dezember 2020   | 15 Minuten |
| 118     | Corona-Verdacht im Hause Buchinger                         | 11. Dezember 2020  | 20 Minuten |
| 119     | Eine unangenehme Wahrheit                                  | 15. Dezember 2020  | 19 Minuten |
| 120     | Bereit für die Entzugsklinik                               | 22. Dezember 2020  | 23 Minuten |
| 121     | So wird 2021 weniger fürchterlich                          | 29. Dezember 2020  | 31 Minuten |

## Engagement
Seit 2017 ist Michael Buchinger Kampagnenbotschafter der internationalen Aufklärungsinitiative Jugend gegen AIDS, für die er seitdem das Gesicht verschiedener Kampagnen im gesamten deutschsprachigen Raum war. Außerdem ist er Gastautor des Buches „FAQ YOU - Ein Aufklärungsbuch“, das die Organisation anlässlich des Welt-AIDS-Tages 2019 veröffentlichte.

## Auszeichnungen
- 2015: Deutscher Webvideopreis in der Kategorie Lifestyle für sein Format Hass-Liste.[42]
- 2018: Blogger-Award der Zeitschrift Madonna in der Kategorie YouTube.[43]
- 2020: Forbes „30 Under 30“ DACH.[44]

## Filmografie
- 2017: Das kleine Vergnügen

## Werke

### Bücher
- Der Letzte macht den Mund zu, Ullstein Verlag, 2017, ISBN 978-3-548-37678-3.
- Lange Beine, kurze Lügen, Ullstein Verlag, 2018, ISBN 978-3-548-37778-0.
- Hasst du noch alle?!, Heyne Verlag, 2021, ISBN 978-3-453-60583-1.
- Alle Jahre NIE wieder: Alles, was an Weihnachten tierisch nervt, Heyne Verlag, 2022, ISBN 978-3-453-60643-2.
- Buchingers Kochbuch, Brandstätter Verlag, 2024, ISBN 978-3-7106-0795-0.